# 邁亞美海灣
邁亞美海灣（英語：Miami Beach Towers）由信和集團發展興建，屋苑大部份單位景觀開揚，然而樓齡卻較高，傳媒曾報導屋苑有滲水問題，目前尚未進行大維修。

## 簡介
邁亞美海灣位於屯門湖翠路268號，鄰近輕鐵屯門碼頭站，東西兩面分別為慧豐園及海翠花園，北面為悅湖山莊及3所中小學，該屋苑的校網編號是70。屋苑臨海而建，大部分單位均享海景，景觀包括黃金海岸、屯門避風塘，亦可遠眺大嶼山東涌及香港國際機場。屋苑分為6座，間隔為兩房及三房單位，建築面積從500平方呎到1100平方呎，合共提供1272個單位。

## 屋苑滲水問題
2014年，有線電視的節目樓盤傳真曾報導邁亞美海灣的屋苑公家走廊天花批盪粉化，嚴重剝落，令鋼根外露，當中漏水問題更是日積月累，天花甚至出現「鐘乳石」。

## 周邊
- 屯門碼頭站
- 屯門碼頭